# L'Africa nel cuore
L'Africa nel cuore (Life Is Wild) è una serie televisiva di genere drammatico trasmessa sulla rete televisiva The CW nella stagione televisiva statunitense 2007-2008.
La serie si basa sulla serie inglese Cuore d'Africa.

## Trama
La serie racconta di un veterinario, Danny Clarke, che si trasferisce per un anno, assieme alla sua famiglia, in una riserva sudafricana, lasciando quindi New York. La sua famiglia comprende la figlia Katie, il figlio undicenne Chase, la seconda moglie dell'uomo Jo, il ribelle figlio di quest'ultima Jesse e la figlia di 7 anni Mia, che però faticano ad accettare una vita in Africa.
Le motivazioni di Danny che lo hanno spinto a trasferire la sua numerosa (e problematica) famiglia, sono legate al fatto che la sua defunta moglie è cresicuta lì. Col passare dei giorni iniziano ad ambientarsi e a fare amicizia con le persone del posto.

## Episodi
| Stagione       | Episodi | Prima TV originale | Prima TV Italia |
| -------------- | ------- | ------------------ | --------------- |
| Prima stagione | 13      | 2007-2008          | 2009            |